# Приворотень зігнуточерешковий
Приворотень зігнуточерешковий, при́воротень зігнутоні́жковий (Alchemilla camptopoda) — вид трав'янистих рослин родини розові (Rosaceae), ендемік Криму.

## Опис
Багаторічна рослина заввишки 10–30 см. Листки запушені з обох сторін. Квітконіжки голі або розсіяно запушені, гіпантії (розширена частина квітколожа) з густим запушенням. Прикореневі листки широкониркоподібні, б. м. хвилясті, з глибокими надрізами між лопатями, кожна — із 6–9 гострими зубцями.

## Поширення
Європа: Україна — Крим.
В Україні зростає на гірських луках, узліссях — у гірському Криму, рідко (Ай-Петрі). Входить до переліку видів, які перебувають під загрозою зникнення на території Автономної Республіки Крим.